# BVN
BVN (съкращение от het Beste van Vlaanderen en Nederland, в превод: „Най-доброто от Фландрия и Холандия“) е телевизионен канал в Белгия и Нидерландия, който излъчва своята програма по света на нидерландски език. Финансиран е съвместно от NPO и VRT (до 2021 г.), обществените радио и телевизионни оператори съответно на Холандия и Фламандския регион на Белгия.
Каналът е основан през 1996 г. съвместно от NPO и Radio Netherlands International (RNW), но през 2013 г. на оператора е възложена отделна задача от правителството на Нидерландия и той е престава да участва в проекта. Първоначално каналът се нарича Zomer-TV (в превод: Лятна телевизия) и е създаден, с цел холандците които са на почивка по света да гледат програми на нидерлански език.
Преди това всички програми са холандски и съкращението BVN е означавало het Beste van Nederland (в превод: „Най-доброто от Холандия“), но по-късно, когато Фламандският регион на Белгия също се включва и започва както да предоставя финансова подкрепа, така и да предоставя продукции на VRT, и каналът е преименуван на het Beste van Vlaanderen en Nederland (в превод: „Най-доброто от Фландрия и Холандия“).
През април 2021 г. Фламандският регион обявява, че ще прекрати финансирането за програмиране на BVN след юни същата година. Чуждестранните предложения на VRT преминават към цифрови платформи. От 1 юли 2021 г. каналът е финансиран единствено от правителството на Нидерландия.